# 広沢はるか
広沢 はるか（ひろさわ はるか、1983年3月20日 - ）は日本の女性モデル、タレント。

## 嗜好
- 趣味：読書・犬の散歩[1]
- 特技：ピアノ・ダンス・日本舞踊[1]

## 出演

### テレビ
- スカパーミュージックアイドルバトル
- スカパーハートコンシェルジュ
- ショップチャンネル　美容モデル、商品アドバイザー

### 映画
- パッチギ! LOVE&PEACE (2007年5月19日公開、監督:井筒和幸)
- ブラックスクール黒白 (2011年7月17日公開、監督・脚本：佳本周也)

### 舞台
- 劇団ビタミン大使ABC公演　入力1のパヴァーヌ